# 7459 Gilbertofranco
7459 Gilbertofranco è un asteroide della fascia principale. Scoperto nel 1984, presenta un'orbita caratterizzata da un semiasse maggiore pari a 2,5997412 UA e da un'eccentricità di 0,1480378, inclinata di 5,34035° rispetto all'eclittica.
L'asteroide è dedicato all'astrofilo italiano Gilberto Franco.